# 350.org
350.org is een internationale milieu-organisatie met als doel een wereldwijde beweging te creëren om de concentratie van CO2 omlaag te krijgen naar 350 parts per million en daarmee gevaarlijke klimaatverandering te voorkomen. Het is opgericht door de schrijver Bill McKibben die een wereldwijde grassrootsbeweging wilde stimuleren om bewustzijn te creëren over antropogene klimaatverandering, om ontkenning van klimaatverandering te bestrijden en om CO2-uitstoot te verminderen. De 350 ppm doelstelling komt van onderzoek uitgevoerd door James Hansen, die in 2007 in een wetenschappelijk paper stelde dat 350 ppm de veilige limiet is om tipping points in het klimaatsysteem te voorkomen.
Ondanks hun kleine budget en beperkt personeelbestand in vergelijking met milieu-organisaties zoals de Sierra Club en Greenpeace hebben ze twee grote campagnes aangewakkerd, namelijk het protest tegen de Keystone XL Pipeline en het globale desinvesteren in fossiele brandstoffen. Ook was 350.org een van de organisaties achter de People's Climate March in 2014, een protestmars met honderdduizenden deelnemers wereldwijd.
De Nederlandse tak van 350.org zet zich vooral in voor desinvesteringscampagnes, waarbij de belangrijkste de oproep aan pensioenfondsen en universiteiten zijn om hun investeringen in fossiele brandstoffen weg te halen. In België is 350.org kleiner.